# Лозовский сельский совет Харьковской области
Лозовский сельский совет — входит в состав Кегичевского района Харьковской области Украины.
Административный центр сельского совета находится в селе Лозовая.

## История
- 1959 — дата образования.

## Населённые пункты совета
- село Лозовая

### Ликвидированные населённые пункты
- село Маяк